# MAG Interactive
MAG Interactive är en svensk mobilspelutvecklare och utgivare grundad 2010 av Daniel Hasselberg, Roger Skagerwall, Kaj Nygren, Johan Persson, Fredrik Stenh och Anders Larsson.
Företaget har två utvecklingsstudior, belägna i Stockholm, Sverige och i Brighton, Storbritannien. MAG Interactive utvecklar lättillgängliga ord- och frågespel, främst för iOS- och Android-plattformarna. MAG Interactive är mest känd för ordspelet Ruzzle från 2012.

## Historia
MAG Interactives grundare Daniel Hasselberg och Kaj Nygren träffades 1999 medan de arbetade på Ericssons forskningslabb. Tillsammans med Roger Skagerwall skapade de företaget "Connect Things". Därefter startade de bolaget "Mobile Access Group Sweden AB" 2003, som ursprungligen fokuserade på musikströmmande plattformar.  Anders Larsson, Frederik Stenh och Johan Persson adderades till Mobile Access Group Sweden AB 2008, och arbetade med konsulttjänster inom apputveckling. 2012 släppte MAG Interactive sitt första spel på den svenska marknaden, ordspelet "Rumble", som senare bytte namn till "Ruzzle". MAGs spel har sammantaget laddats ned över 350 miljoner gånger.
Under 2017 förvärvades FEO Media, utvecklare av triviaspelet Quizkampen.
Under 2020 förvärvades Sventertainment AB, utvecklare av livesända frågesportspelet Primetime.

### Börsnotering
Den 8 december 2017 listades företaget på marknadsplatsen NASDAQ First North.

## Spel
| Spel             | Släppt | Beskrivning |
| ---------------- | ------ | --- |
| Ruzzle           | 2012   | Ordspel där spelare har två minuter på sig att forma så många ord som möjligt på ett bräde om 16 bokstäver.                                                                                     |
| Quiz Cross       | 2012   | Ett spel som kombinerar tre-i-rad med frågesport. |
| Word Brain       | 2013   | Ordspel där spelare letar ord på olika spelbräden i en särskild ordning. |
| Ruzzle Adventure | 2014   | Baserat på Ruzzle med skillnaden att spelets progression följer nivåer med olika teman, som tex skog och träsk.                                                                                 |
| Potion Pop       | 2015   | Ett matcha-3-spel där spelare matchar brygder baserat på färg, tre eller fler nära varandra. |
| Word Brain 2     | 2016   | Uppföljare till Word Brain. I Word Brain 2 adderas ett tema adderas till varje pussel. |
| Wordalot         | 2016   | Ett korsordsliknande mobilspel där spelare letar efter ord som saknas bland olika bilder. |
| Backpacker       | 2017   | Ett mobilspel med restema, baserat på PC-spelet Backpacker. Utvecklat av spelstudion Qiiwi och publicerat av MAG Interactive.                                                                   |
| Word Domination  | 2018   | Ett spelare-mot-spelare-ordspel där spelare använder så kallade boosters som ger taktiska fördelar.                                                                                             |
| PaintHit         | 2018   | Ett så kallat hypercasualspel där spelare skjuter färg mot snurrande torn. |
| Wordzee          | 2019   | Ordspel med spelmekanik inspirerat av tärningsspelet Yatzy. |
| Nya Quizkampen   | 2020   | Uppföljare till frågespelet Quizkampen, som släpptes 2012 av FEO Media. Uppföljaren introducerade flerspelarläget Arena och flera nya eventtyper. Spelet bytte namn till Quizkampen under 2021. |
| Tile Mansion     | 2022   | Pusseläventyr med mahjongspelmekanik utvecklat av Apprope. |